# 앤드루 W.K.
앤드루 W.K.(Andrew Wilkes Krier, 1979년 5월 9일 ~ )는 미국 캘리포니아 스탠포드에서 태어났다. 4살때부터 피아노를 익히기 시작해다고 하며, 10대 시절에는 디트로이트의 록 씬에 직접 뛰어들어 여러 펑크 및 헤비메탈 스타일 밴드들에서 일단 드러머로 활동했다고 전해진다.
그러다가 끼를 주체하지 못하고 솔로 아티스트가 되기로 결심한 후엔 작은 레이블에서 데뷔 EP를 발매하기도 했고 미국의 이스트코스트 씬을 중심으로 아주 특별한 라이브 활동을 하기 시작한다. 두 번째 EP발표 후엔 푸 파이터스 등의 유명 밴드와 만나게 되었고, 이어서 유니버설 계열의 메이저 레이블인 아일랜드와 계약이 이루어져 정식 데뷔 앨범을 내놓게도 된다.
이제 일반적으로 앤드루 W.K.의 음악은 Party Rock이라는 이름으로 불리며, 음악 전문지인 N.N.E.의 표지를 2번이나 장식하기도 한다.